# Giuseppe Vassallo (politico)
Giuseppe Vassallo, detto Pippo (Oneglia, 9 aprile 1920 – Vallecrosia, 14 gennaio 2012), è stato un politico italiano.

## Biografia
Nato nel 1920, militò nella Democrazia Cristiana nella città di Imperia, dove sedette per molti anni in consiglio comunale. Fu eletto sindaco di Imperia il 6 aprile 1976, alla guida di una giunta interamente democristiana, dopo avere avuto la meglio sul candidato della sinistra Giuseppe Ghiglione con venti voti contro diciannove. Tra i suoi maggiori interventi da sindaco, si ricordano l'inaugurazione del Parco Robinson, lo sviluppo edilizio della frazione Piani e l'avvio dei lavori di sistemazione della rete idrica.
Morì a Vallecrosia, dove era stato ricoverato, il 14 gennaio 2012.